# Thomas Czirwitzky
Thomas Czirwitzky (* 17. März 1958 in Emmerich am Rhein) ist ein Brigadegeneral außer Dienst des Heeres der Bundeswehr und war von 2014 bis 2021 einer von zwei Direktoren des Deutsch-Französischen Forschungsinstituts Saint-Louis in der gleichnamigen Stadt in Frankreich.

## Militärische Laufbahn
Czirwitzky trat 1976 in die Bundeswehr ein und studierte von 1977 bis 1981 Maschinenbau an der Universität der Bundeswehr Hamburg. Anschließend diente er in der Instandsetzungstruppe. Von 1985 bis 1991 war er wissenschaftlicher Mitarbeiter am Institut für Mess- und Feinwerktechnik derselben Universität und promovierte 1991 zum Doktoringenieur. Von 1992 bis 1994 nahm er am 35. Generalstabslehrgang Heer an der Führungsakademie der Bundeswehr in Hamburg teil, wo er zum Offizier im Generalstabsdienst ausgebildet wurde.
Anschließend diente er bis 1996 als G-6-Op-Stabsoffizier beim Kommando Luftbewegliche Kräfte/4. Division in Regensburg und anschließend als G-3-Stabsoffizier für internationale Rüstungszusammenarbeit im Heeresführungskommando in Koblenz. Von 1998 bis 2000 war er Bataillonskommandeur des Instandsetzungsbataillons 71 in Augustdorf.
2000 wurde Czirwitzky Referent im Referat II 1 im Führungsstab des Heeres (Fü H) im Bundesministerium der Verteidigung in Bonn. Von dort wechselte er 2002 als Dezernats- und Gruppenleiter ins Heeresamt in Köln. 2005 kehrte er als Referatsleiter Fü H II 4 in den Führungsstab des Heeres zurück. 2008 wurde er Unterabteilungsleiter in der Hauptabteilung Rüstung (HA Rü)  und ab 2012 in der Abteilung Ausrüstung, Informationstechnik und Nutzung (AIN) im Bundesministerium der Verteidigung. Mit der Ernennung zum Unterabteilungsleiter ging die Beförderung zum Brigadegeneral einher.
Zum 1. November 2014 übernahm Czirwitzky den deutschen Direktorenposten des Deutsch-Französischen Forschungsinstituts Saint-Louis von Wolfgang Förster, der in den Ruhestand verabschiedet wurde. Der französische Co-Direktor ist Cristian de Villemagne. Im September 2021 trat er in den Ruhestand.

## Veröffentlichungen
- Berührungsloses Messverfahren zur Gestaltprüfung flexibler torusförmiger Werkstücke. Hamburg 1991, DNB 920758215 (Dissertation).